# Azmidiske
Azmidiske (xi Puppis) is een ster in het sterrenbeeld Achtersteven (Puppis).
De ster staat ook bekend als Asmidiske.